# Jack Benny
Jack Benny, właśc. Benjamin Kubelsky (ur. 14 lutego 1894 w Chicago, zm. 26 grudnia 1974 w Beverly Hills) – amerykański prezenter radiowy, aktor, komik, artysta wodewilowy, jeden z największych gwiazdorów amerykańskiego radia i telewizji, autor The Jack Benny Program.
Syn Meyera Kubelsky’ego, żydowskiego emigranta z Polski i Emmy Sachs, z Litwy.

## Filmografia
- Hollywood Revue (1929) jako Jack Benny
- The Medicine Man (1930) jako dr John Harvey
- The Rounder (1930) jako pan Bartlett
- Chasing Rainbows (1930) jako Eddie
- Lord Byron of Broadway (1930) jako głos w radiu
- Cab Waiting (1931) jako Jack Benny
- Transatlantic Merry-Go-Round (1934) jako Chad Denby
- It's in the Air (1935) jako Calvin Churchill
- Broadway Melody of 1936 (1935) jako Bert Keeler
- College Holiday (1936) jako J. Davis Bowster
- The Big Broadcast of 1937 (1936) jako Jack Carson
- Artystki i modelki (Artists & Models) (1937) jako Mac Brewster
- Man About Town (1939) jako Bob Temple
- Love Thy Neighbor (1940) jako Jack Benny
- Buck Benny Rides Again (1940) jako Jack Benny
- Charley’s Aunt (1941) jako Babbs Babberley, Lord Fancourt/Donna Lucia
- Być albo nie być (To Be Or Not To Be, 1942) jako Joseph Tura
- George Washington spał tutaj (George Washington Slept Here, 1942) jako Bill Fuller
- The Meanest Man in the World (1943) jako Richard Clark
- The Horn Blows at Midnight (1945) jako Athanael
- The Jack Benny Program (1950–1965) jako Jack Benny
- Beau James (1957) jako Jack Benny
- The Slowest Gun in the West (1960) jako Chicken Finsterwald
- Ten szalony, szalony świat (It's a Mad, Mad, Mad, Mad World) jako mężczyzna w samochodzie na pustyni
- Swing Out, Sweet Land (1970) jako mężczyzna znajdujący srebrnego dolara George’a Washingtona